# Lungsäcksinflammation

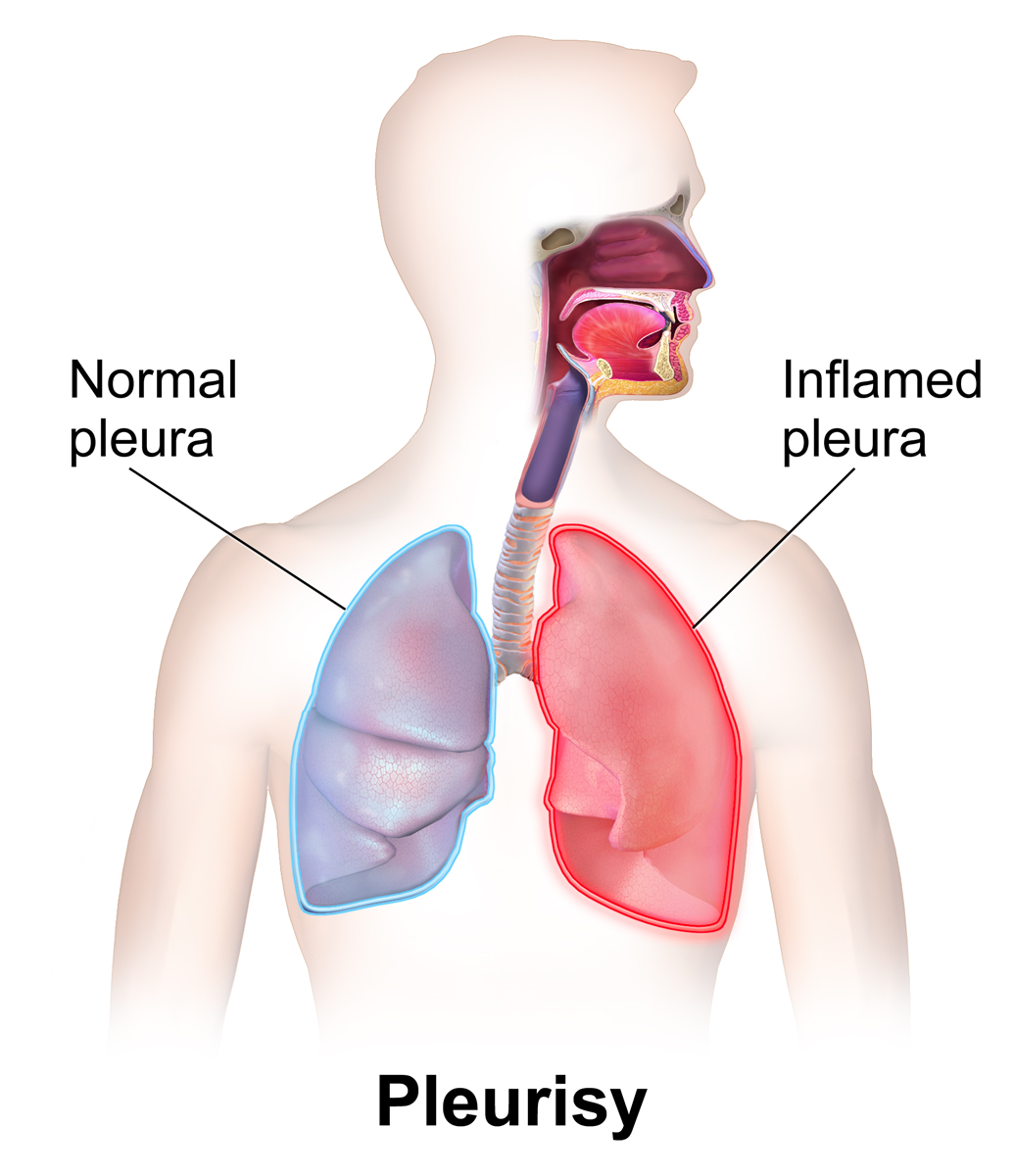
Schematisk bild som visar lunga (den röda) med lungsäcksinflammation (pleurisy).

Lungsäcksinflammation eller pleurit är en inflammation i lungsäcken (pleuran) som kantar insidan av brösthålan och omger lungorna. Pleurit ger vanligen smärta vid in- och utandning, oftast ensidig.
Orsaken till infektiös pleurit förblir vanligtvis oförklarad eftersom invasiv diagnostik inte rekommenderas ifall förloppet är godartat.

### Webbkällor
- ”Lungsäcksinflammation”. Svensk MeSH. Karolinska Institutet. https://mesh.kib.ki.se/term/D010998/pleurisy. Läst 28 augusti 2022.